# 潔西卡-珍·克萊門特
潔西卡-珍·斯塔福德（英語：Jessica-Jane Stafford，1985年2月24日—），英國女演員、主持人及前模特兒，憑藉2006年至2012年主持BBC電視節目《骗术真相》而聞名。2011年11月參加了ITV真人秀節目《我是個名人...帶我離開這!》第十一季。

## 早期生活
潔西卡-珍·克萊門特生於英格蘭南约克郡谢菲尔德，珍（Jane）和李察·克萊門特（Richard Clement）的女兒。她先就讀當地高斯托斯學校，在謝菲爾德學院學習表演藝術和心理學，後在紐約的達丁頓藝術學院李·斯特拉斯伯格戲劇和電影學院（The Lee Strasberg Theatre and Film Institute）念書。

## 個人生活
2013年2月17日，克萊門特與美髮師李·斯塔福德結婚。夫妻倆有四個孩子，分別生於2014年6月（兒子）、2016年1月（女兒）、2017年4月（兒子和女兒）、2020年2月（兒子）。
克萊門特身為動物權利的倡導者曾與善待动物组织合作，並撰寫過文章並發起反對在動物身上測試化妝品的活動。
20歲起突然失去了右耳的聽力。2012年她配備了助聽器。從那時起，持續擔任的名人大使，幫助提高大眾對聽力損失的認識。

## 外部連結
- 官方网站
- 潔西卡-珍·克萊門特在互联网电影资料库（IMDb）上的資料（英文）
- Phonak Lyric Website （页面存档备份，存于）